# Заберезье (Пинский район)
Забере́зье (бел. Забярэззе) — деревня в Пинском районе Брестской области Беларуси. В составе Бобриковского сельсовета. Расположена в 2 км от автодороги Ганцевичи — Логишин (Р-105) и в 65 км от города Пинск. По переписи 2019 года в деревне насчитывался 1 житель.

## История
- XIX век — образование деревни как хутор и фольварк Бортновских, владельцев имения Бобрик. Позже село принадлежало Гутовским, Маасам, Маньковским, Одеховским, хутор находился в собственности Степана Хомича, имевшего наделы в урочище Линь и в деревне Селище.
- 1920-е года — поселение состояло из трех хозяйств, где проживало 46 человек.